# 米合伦沙·阿不都
米合伦沙·阿不都（1985年2月—），新疆伊宁市人。女，维吾尔族。中国人民解放军人物。

## 生平
米合伦沙出生於中华人民共和国新疆维吾尔自治区伊犁哈萨克自治州伊宁市达达木图乡（現达达木图镇）布拉克村。2008年加入中国共产党。新疆农业大学公共事业管理专业毕业。2009年大学毕业时，被空军特招入伍。中国人民解放军上尉军衔。
2013年，当选第十二届全国人民代表大会解放军代表。2015年3月时，任兰州军区空军某仓库中队长。
2016年3月时，任西部战区空军驻疆某基地通信站代理连长。2018年2月24日，当选为第十三届全国人大代表解放军和武警部队代表。